# Абдул Шакур аль-Туркистани
Абду́л Шаку́р аль-Туркеста́ни, также известный как Абду́л Шаку́р Дамла́ и Эмети Якуф, — лидер Исламского движения Восточного Туркестана, исламистской организации, которая борется за независимость Синьцзян-Уйгурского автономного района от КНР и создание на этой территории исламского государства. В августе 2011 года Абдул Шакур, по некоторым сообщениям, появился на видео с затемнённым лицом, взяв на себя ответственность за теракты в Кашгаре и Хотане, состоявшиеся в том году.
Абдул Шакур, по данным исламистской газеты «Ислам в Карачи», командовал силами боевиков Аль-Каиды в пакистанской Зоне племён в апреле 2011 года.
Был убит беспилотником ЦРУ в Северном Вазиристане 24 августа 2012 года.